# 宗禅寺
宗禅寺（そうぜんじ）は東京都羽村市にある臨済宗の寺院。山号は医王山。鎌倉の建長寺を本山、あきる野市五日市小和田の廣徳寺を本寺とする。
開創は1615年(元和元年）。1615年五日市廣徳寺より玉岫（ぎょくしゅう）玄球和尚を開山に迎える。開創当初は現在地より多摩川寄り、旧奥多摩街道の堂坂下にあったが、1674年の多摩川の氾濫による水害や、玉川上水開削の影響よって1695年現在地に移転している。創建当時には川崎村には寺院がなく、江戸幕府の政策によって当時の川崎村(現、羽村市川崎、玉川、神明台、双葉町）の村民の菩提寺として創建された。
歴史的には境内にある薬師堂のほうが宗禅寺の成立よりも古く、ご本尊は釈迦如来ではあるが、山号の医王は薬師如来のことであり、薬師堂(薬師如来）がお寺の象徴として古くから親しまれている。
10月の第１土曜日には薬師如来大祭が執り行われている。奥多摩新四国88ヶ所霊場巡り第33番札所。

## 境内
〇薬師堂（川崎一本木堂）　
室町年間に再建。羽村には江戸時代以前建立の建造物が確認されていないため、羽村市内において最も古い建造物である可能性が高い。大洪水災害の折に流れてきた一本の流木から建立されていると云われ、一本木堂と呼ばれる。その災害にて亡くなられた方の菩提を弔うためにお堂が建立されたとの伝承がある。
〇天神様などをまつる三社堂、悪病退散地蔵、庚申塚、経塚、芭蕉句碑などがある。

## 行事

### 年間行事
- 2月3日 - 節分豆まき
- 春の彼岸中 - 春の文化展
- 4月8日 - 花祭り(釈尊生誕祭）、甘茶供養
- 7月15日 - 盂蘭盆供養・山門施餓鬼会
- 8月第1土曜日夜‐羽村とうろう流し(会場は市内・宮ノ下運動公園、主催：とうろう流し実行委員会）令和4年に実行委員会の解散が決定し、消滅した。
- 10月第1土曜日 - 薬師如来大祭
- 12月31日 - 除夜の鐘

### 月間行事
- 写経会　　　毎月1日・11日・21日 13 -15時
- 木彫教室第　1・3土曜日 13－16時
- 朝粥坐禅会　毎月第１日曜日朝6時―8時半[4]
- 土曜講座(公開講座）　毎月1回
- ヨガ教室　　毎月第１、第３木曜日　10時～11時
- リアルてらこや　　毎月第２土曜日午前中　主催：らいむぎハウス

### 週間行事
- 毎週土曜日　子供坐禅会(18時～19時）[4]
- 毎週土曜日　大人坐禅会(19時半～20時半）[4]

他にも御詠歌、尺八、俳句の会、手打ちうどん教室、新聞サロン、こころの相談室(タロットセラピー）など

## トピック
・令和３年より３年間、劇団・水族館劇場が宗禅寺の駐車場にて特設舞台を作り公演をしていた。

## 文化財
- 宗禅寺薬師堂(川崎一本木堂）天正年間(室町時代）再建（羽村市指定文化財）[5]　羽村市内最古の建造物
- 本尊釈迦如来坐像および迦葉・阿難像（羽村市指定文化財）[5]

## アクセス
- 東日本旅客鉄道　青梅線福生駅徒歩25分あるいは羽村駅西口より徒歩12分
- 東日本旅客鉄道　青梅線福生駅よりタクシーにて8分
- 東日本旅客鉄道　八高線東福生駅より徒歩25分、タクシーにて8分
- 中央自動車道・八王子インターより25分　圏央道日の出インターより15分　圏央道青梅インターより20分

## 関連文献
- 「川崎村 宗禅寺 薬師堂」『新編武蔵風土記稿』 巻ノ108多磨郡ノ20、内務省地理局、1884年6月。NDLJP:763992/52。